# Priapism

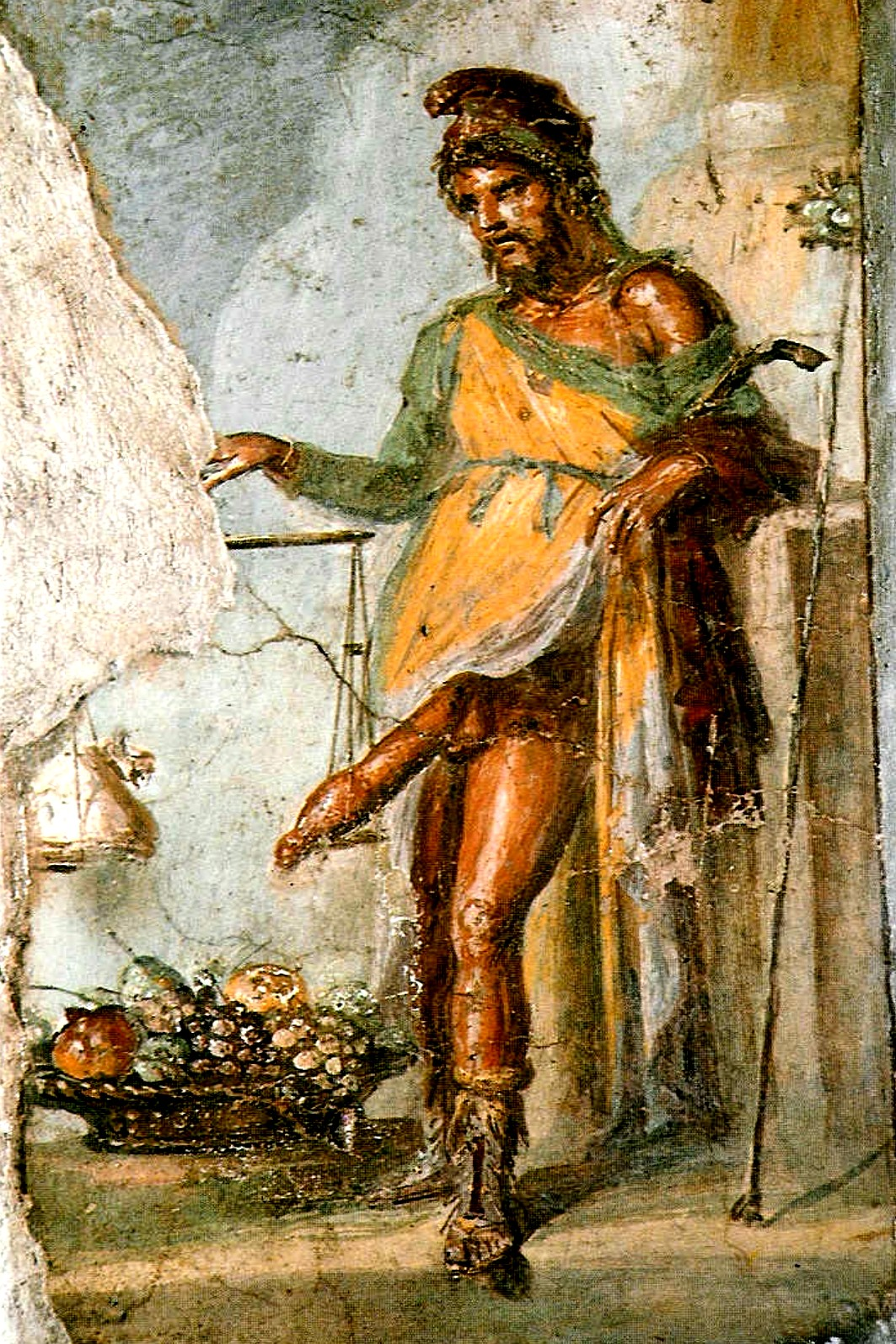
Priapos med sin enorma lem. Fresk i Casa dei Vettii i Pompeji.

Priapism (av guden Priapos) avser långvarig och smärtsam erektion av penis, ej betingad av sexuell upphetsning eller extas (det kan vara en utlösande faktor men inte orsak till priapism). Dess kvinnliga motsvarighet kallas clitorism. För att en långvarig erektion skall klassas som priapism krävs fyra timmars varaktighet. Priapism kan drabba personer av manligt kön i alla åldrar och pågå i flera dagar.
Två typer av priapism kan urskiljas:
- Venoocklusiv priapism (blockerade vener, lågflödespriapism) Obstruktion av venerna i penis förhindrar blodåterflödet. Denna typ av priapism kan ha många olika orsaker men kan även uppkomma utan känd orsak hos män som annars är friska.
- Arteriell priapism (förhöjt blodflöde, högflödespriapism) Ökat blodflöde i penis på grund av artärskada.

## Orsaker
Priapism orsakas av att blodcirkulationen i penis inte fungerar normalt varpå blod i penis inte dräneras. Sjukdomar som påverkar blodcirkulationen kan leda till priapism. 42 procent av män med sickelcellsanemi utvecklar venoocklusiv priapism minst en gång. Leukemi, malaria och Anderson-Fabrys sjukdom ökar risken för priapism. Anabola steroider, antikoagulantia (warfarin, dicumarol) och vissa antidepressiva läkemedel ökar risken. Även överdos av injektioner av mediciner (papaverin och fentolamin) mot erektil dysfunktion ger ökad risk. Arteriell priapism är mindre smärtsam och orsakas av en skada på penis eller på mellangården. Arteriell priapism kan uppkomma en tid efter skadan.
Andra orsaker är alkoholkonsumtion, koloxidförgiftning, ryggmärgsskada, tumör och bett från vissa spindlar. Ett toxin (Tx2-6) i giftet från Brasiliansk vandringsspindel, Phoneutria nigriventer kan orsaka priapism, liksom bett från svart änka.

## Diagnos
Patientens anamnes och en fysikalisk undersökning krävs för att finna en skada eller andra orsaker. Diagnosen är vanligen uppenbar och iögonfallande.
För att avgöra om orsaken är speciell eller venös kan blodgasanalys på blod från penis utföras. Venoocklusiv priapism kan konstateras med hjälp av angiografi. Kärlsonografi (ultraljud) kan användas för att diagnostisera både venoocklusiv och arteriell priapism.

## Behandling
Priapism kan orsaka ischemi i penisvävnaden, vilket i sin tur kan leda till nekros av penis eller, vanligen, permanent impotens, varför behandling bör inledas inom sex timmar. Behandlingen består i första hand av kylning och kompression av penis. Fysisk aktivitet kan vara effektivt då det kan leda blod från penis till andra delar av kroppen. Om dessa metoder inte fungerar försöker man ofta med injektion av kärlsammandragande läkemedel, till exempel adrenalin eller efedrin. Vid kritisk ischemi kan man behöva dränera blod från penis genom att punktera med en nål som insätts i svällkropparna. En kirurgisk shunt kan användas vid venoocklusiv priapism för att avleda blodflödet och återställa cirkulationen, varefter underliggande orsak kan behandlas. Artäriell priapism behandlas kirurgiskt genom att knyta av artären (kirurgisk ligering) för att återskapa normalt blodflöde i penis.
Vid behandling av priapism är ett av de huvudsakliga syftena med behandlingen att minska den fysiska skada på penis och de potensproblem som kan uppstå till följd av tillståndet, samt minimera de psykosociala komplikationerna i så hög grad som möjligt. För att detta ska vara möjligt är det viktigt att snabbt identifiera tillståndet och förhindra att ischemi, anoxi eller andra komplikationer uppstår.

## Priapism i litteraturen
Priapism omnämns i Per Wahlöös roman Generalerna (1965) samt i Henrik Bromanders roman Riv alla tempel (2014).